# Vincenzo Falsetti
Vincenzo Falsetti (San Giorgio a Cremano, 10 agosto 1932 – Napoli, 10 maggio 2019) è stato un paroliere, scrittore e poeta italiano.
Ha avuto numerose collaborazioni nella musica leggera italiana con grandi artisti del panorama italiano, tra cui Mario Merola, Memmo Foresi e Patty Pravo. Tifoso del Napoli, ha scritto centinaia di poesie per la sua squadra del cuore guadagnandosi l'appellativo di "Poeta del Napoli".

## Biografia
Nasce e cresce a San Giorgio a Cremano, piccolo paese alle porte di Napoli famoso per aver dato i natali anche a Massimo Troisi. 
I genitori, Vincenzo Falsetti (omonimo) di origini siciliane ed Elisabetta d'Urso possedevano un bar nella piazza centrale (attuale piazza Troisi) ed ebbero, oltre a lui, altri undici figli.
Tra tutti, insieme al grande amore per la madre, Falsetti durante il periodo buio dell'invasione tedesca in Italia creò un fortissimo legame con suo fratello maggiore Sergio, personaggio fonte di ispirazione di moltissime poesie a lui poi dedicate. 
Finita la guerra e ripresi gli studi, si appassionò alle opere di Petrarca e Leopardi. Grazie a questa sua dedizione iniziò a comprendere le regole della scrittura poetica e pubblicò una prima raccolta di poesie all'età di soli 17 anni intitolata Il cammino dell'anima.
Cinque anni più tardi si iscrisse alla SIAE che lo portò a scrivere canzoni per Peppino di Capri, Sergio Bruni e Memmo Foresi. Ma il suo più grande successo lo realizza scrivendo Ciente appuntamente, celebre canzone di Mario Merola che venne portata al Festival della canzone napoletana nel 1969. 
Successivamente con Bruno Laurenti approdò alla Polygram instaurando uno strettissimo rapporto di amicizia con l'autore Roberto Fia, famoso per aver composto Uno su mille di Gianni Morandi, con il quale, tra i tanti progetti, scrisse l'album Il viaggio di una mente di Roberto Mercanti, pubblicato nel 1974 .
A cavallo degli anni '90 - 2000 iniziò ad abbandonare la canzone italiana per dedicarsi totalmente alla poesia.
Divenne un grande conoscitore e studioso della lingua Napoletana, uno dei pochi a conoscerne bene la grammatica, fatto che lo portò anche ad insegnarla, a scriverne due libri di poesie e a trovarsi in giuria in varie premiazioni artistiche..

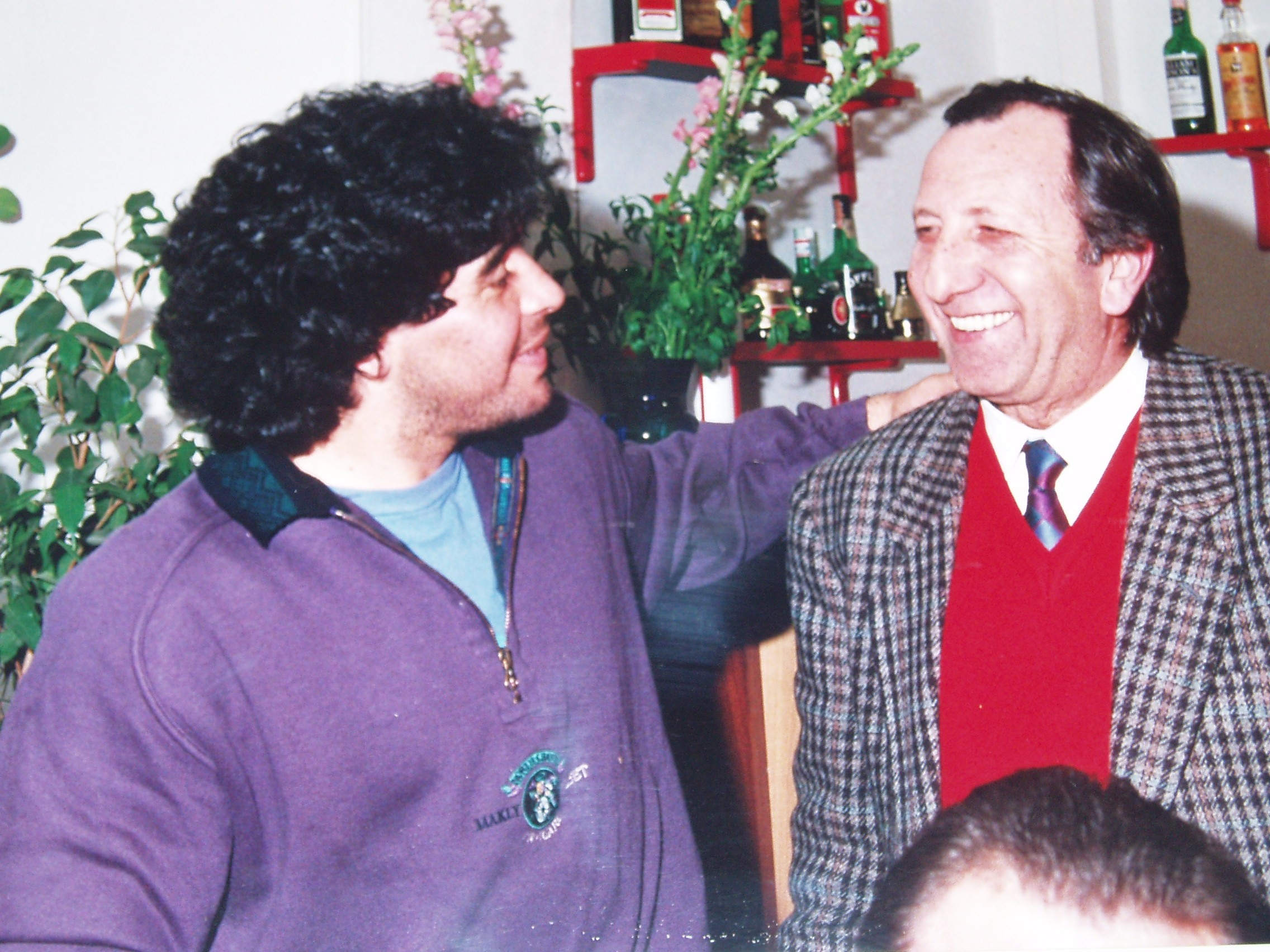
Maradona e Falsetti

Nel 2000 Falsetti pubblica A ttu ppe'ttu c'o Pateterno - Personaggi ed episodi tratti dal Vecchio testamento in lingua napoletana. Poesie, canti e sonetti, per le Edizioni del Delfino, con una prefazione di Renzo Arbore. Nella prima parte del libro immagina un dialogo con Dio (letteralmente il padre eterno) dove egli pone domande al suo interlocutore sulle perplessità e le ambiguità che nota nel Vecchio Testamento raccontandole via via in vari testi poetici.
Nella seconda parte vi è una raccolta di varie poesie.
Sempre per le Edizioni del Delfino, nel 2003 esce 'Nparatorio. In questa opera, scritta in lingua napoletana, viene definito "Paratorio" un luogo di attesa sospeso tra paradiso e purgatorio dove Falsetti colloca i "graziati" da Dio che aspettano la loro chiamata verso il paradiso. Egli infatti cita poeti, musicisti e cantanti di ogni tempo che probabilmente suppone siano lì, comunicando al lettore anche il suo personale motivo.
Nel 2005 è la volta de I fiori del bene, suo ultimo libro pubblicato dalle Edizioni del Delfino con una prefazione di Clelia Masecchia. Qui Falsetti scrive in lingua italiana una raccolta di poesie dedicate ai famigliari, amici e alla sua forte fede cattolica.
Parallelamente a queste opere, Falsetti scrisse tanto anche per la squadra di calcio di cui era tifosissimo, il Napoli. Numerose sono le sue apparizioni in TV su canali come Tele A ed altre emittenti locali dove egli stesso recita le sue opere dopo ogni partita dei Partenopei.
Anche grazie a questa sua passione, stabilisce amicizia con il DS di allora Pierpaolo Marino e riceve gli elogi di tanti personaggi illustri che sono passati per la società azzurra come Marcello Lippi, Edy Reja e Maradona.

## Brani scritti da Falsetti (parziale)
| Titolo                     | Anno di pubblicazione | Autore/i del testo                 | Compositore originale                   | Interprete       |
| -------------------------- | --------------------- | ---------------------------------- | --------------------------------------- | ---------------- |
| Canzone matta              | 1974                  | Vincenzo Falsetti e Roberto Fia    | Roberto Fia                             | Roberto Mercanti |
| La capanna di piume        | 1974                  | Vincenzo Falsetti e Roberto Fia    | Roberto Fia                             | Roberto Mercanti |
| Ciente Appuntamente        | 1969                  | Vincenzo Falsetti e Nello Langella | Vincenzo Di Domenico e Esposito Antonio | Mario Merola     |
| Di più suppergiù           | 1974                  | Vincenzo Falsetti e Roberto Fia    | Roberto Fia                             | Roberto Mercanti |
| Dimensione                 | 1979                  | Vincenzo Falsetti e Roberto Fia    | Ghein e Roberto Fia                     | Patty Pravo      |
| H TRE                      | 1970                  | Vincenzo Falsetti                  | Ipcress                                 | Memmo Foresi     |
| Il mare in un giardino     | 1974                  | Vincenzo Falsetti e Roberto Fia    | Roberto Fia                             | Roberto Mercanti |
| Il mondo in maschera       | 1974                  | Vincenzo Falsetti e Roberto Fia    | Roberto Fia                             | Roberto Mercanti |
| Il viaggio di una mente    | 1974                  | Vincenzo Falsetti e Roberto Fia    | Roberto Fia                             | Roberto Mercanti |
| In qualche fragile modo    | 1979                  | Vincenzo Falsetti                  | Bruno Incarnato                         | Bruno Incarnato  |
| La fioraia                 | 1974                  | Vincenzo Falsetti e Roberto Fia    | Roberto Fia                             | Roberto Mercanti |
| Le ombre della fantasia    | 1974                  | Vincenzo Falsetti e Roberto Fia    | Roberto Fia                             | Roberto Mercanti |
| Lei lei                    | 1978                  | Vincenzo Falsetti                  | Bruno Incarnato                         | Bruno Incarnato  |
| Mentre l'anima dorme       | 1974                  | Vincenzo Falsetti e Roberto Fia    | Roberto Fia                             | Roberto Mercanti |
| Pane e frutti              | 1974                  | Vincenzo Falsetti e Roberto Fia    | Roberto Fia                             | Roberto Mercanti |
| Te ne vai                  | 1979                  | Vincenzo Falsetti                  | Bruno Incarnato                         | Bruno Incarnato  |
| Voglio voglio e non vorrei | 1978                  | Vincenzo Falsetti                  | Bruno Incarnato                         | Bruno Incarnato  |